# Kyle Collinsworth
Kyle Collinsworth (Provo, Utah, 3 de octubre de 1991) es un exjugador de baloncesto estadounidense. Con 1,98 metros de altura, juega en la posición de base. Ostenta el récord de triples-dobles en una carrera del baloncesto universitario estadounidense con 12, superando los 6 que hasta ese momento lideraban la clasificación por parte de Shaquille O’Neal con LSU y de Michael Anderson con Drexel.

## Trayectoria deportiva

### Escuela secundaria
Collinsworth asistió al instituto Provo High School donde fue titular en los cuatro años que compitió, ganando 2 títulos estatales 4-A. Fue elegido en tres ocasiones en el mejor quinteto del estado de Utah. En su temporada sénior promedió 23,7 puntos, 10,8 rebotes, 8,3 asistencias, 4,0 robos de balón y 2,0 tapones por partido, logrando 5 triples-dobles.

### Universidad
Tras su exitosa etapa en el instituto, fueron numerosas las universidades que quisieron contar con sus servicios, tales como Arizona State, Stanford, USC o Virginia entre otras, pero finalmente acabó aceptando la oferta de la universidad mormona de Brigham Young.
Jugó su primera temporada con los Cougars en la que promedió 5,8 puntos y 5,1 rebotes por partido, tras la cual se trasladó durante dos años a Rusia como misionero de La Iglesia de Jesucristo de los Santos de los Últimos Días.
A su regreso en 2013 fue readmitido en el equipo y elegido capitán. Acabó el año promediando 14,0 puntos, 8,1 puntos y 4,6 asistencias, además de lograr 7 doble-dobles, siendo incluido en el mejor quinteto de la WCC. Fue uno de los únicos cuatro jugadores de todo el país en terminar entre los 100 mejores en asistencias y robos de balón.
Su temporada júnior fue la de su consagración, logrando 6 triples dobles, lo que lograba el récord de la NCAA en una temporada, e igualaba el de toda una carrera. Terminó con unos promedios de 13,5 puntos, 8,7 rebotes y 5,9 asistencias por partido.

### Profesional
En julio de 2016 firmó un contrato parcialmente garantizado por dos temporadas con Dallas Mavericks. Fue despedido el 22 de octubre tras haber disputado cinco partidos de pretemporada.
El 14 de septiembre de 2018 firmó con los Toronto Raptors para disputar la pretemporada.

## Estadísticas de su carrera en la NBA

### Temporada regular
| Año     | Equipo | PJ | PT | MPP  | %TC  | %3P  | %TL  | RPP | APP | ROB | TPP | PPP |
| ------- | ------ | -- | -- | ---- | ---- | ---- | ---- | --- | --- | --- | --- | --- |
| 2017-18 | Dallas | 32 | 2  | 15.0 | .384 | .235 | .525 | 3.3 | 1.8 | .5  | .3  | 3.2 |
| Total   | Total  | 32 | 2  | 15.0 | .384 | .235 | .525 | 3.3 | 1.8 | .5  | .3  | 3.2 |